# 陳羣
陳 羣（ちん ぐん、? -  青龍4年12月24日（237年2月7日））は、中国後漢末期から三国時代の政治家。『三国志』魏書「桓二陳徐衛盧伝」に伝がある。字は長文。豫州潁川郡許昌県（現在の河南省許昌市建安区）の出身。祖父は陳寔。父は陳紀。子は陳泰。妻は荀氏。
魏国の法制度の整備に従事し、政略面で活躍した。特に九品官人法は、隋代に科挙が本格的に施行されるまで、各王朝の人材登用の基本方式となった。

## 経歴

### 若き日
幼い頃から祖父の陳寔に、将来において一族を盛んにする人物と期待された。父の陳紀の友人である名士孔融が、年少の陳羣の才能を認め陳紀を慶賀したことから、陳羣の名は世間に知られるようになった。同郷の辛毗・杜襲・趙儼と並んで名声を集め、「辛陳杜趙」とも称された。
興平元年（194年）、豫州刺史となった劉備に登用され、州吏の筆頭である別駕となった。劉備が陶謙死後の混乱する徐州を領有しようとすると、南に袁術、西に呂布がいる状況では危険と諫言したが、聞き入れられなかった。まもなく劉備は、袁術と交戦状態になった隙を呂布に衝かれ領地を失ったため、陳羣の言葉を用いなかったことを後悔した。陳羣は茂才に推挙され、柘県県令に任命されたが、就任せず父と共に徐州へ避難した。

### 曹操に仕える
建安3年（198年）、曹操が徐州の呂布を滅ぼした時は呂布の軍中にあり、曹操に会うと平伏した。曹操に招聘され、司空西曹掾属となった。同郷の荀彧に推挙された人物の1人とも言われる。
曹操が王模と周逵を登用すると、陳羣は命令書を封緘したまま返上し、「道徳を汚す人物」と登用に反対した。曹操が聞き入れず任用したところ、彼等は結局咎を受けて処刑されることになり、曹操は自分の不明を陳羣に詫びた。一方、陳羣が推挙した陳矯や戴乾は後年、陳矯は魏の高官に昇り、戴乾は呉が叛いたときの国難に殉じた。人々は陳羣の人物鑑識眼を高く評価した。
蕭・酇・長平の県令を務めたが、父の陳紀が亡くなったため官を離れた。司徒掾に復職し、高い功績を挙げて治書侍御史に任じられた。さらに参丞相軍事を経て、建安18年（213年）に魏が藩国として建国されると、御史中丞に昇進した。
曹操は肉刑の復活を議論させた時、以前陳紀が肉刑について意見を出していたことを知っていたため、陳羣に発言を求めた。陳羣は死刑の減刑手段として、肉刑を復活させることを提案した。鍾繇が賛成したが、王朗など反対が多数であったために、見送りとなった。後に侍中となり、丞相東西曹掾を配下においた。
建安22年（217年）に曹丕が魏の太子となった後、司馬懿・呉質・朱鑠と共にその四友と称された。曹丕は陳羣に深い敬意をもって接し、顔回に準え称えた。
建安24年（219年）、劉廙の弟が魏諷の乱に加担し、劉廙は連座させられるところだったが、陳羣の働きかけで刑を免れた。陳羣は劉廙の礼を受けても「国家のためであって個人のためではない」と答えた。

### 魏の重臣として
延康元年（220年）正月、曹操が没し曹丕（文帝）が王位に即くと、昌武亭侯・尚書となり、さらに禅譲に尽力した。またこの頃、九品官人法を建議・制定した。禅譲の際は華歆と共に喜びの色を見せず、特に華歆が曹丕の不興を買ったが、陳羣が「漢朝の臣であった道義心が表情に出てしまったのです」と弁明したことで、華歆は尊重されるようになった。
黄初年間、曹丕が卞太后の亡き両親に爵位を追贈しようとすると、「女性に爵位を与えるのは、古代の王者たちの典則ではない」と反対した。曹丕はこの提議を称え、先の命令を撤回した。この提議は『三国志』魏書后妃伝の陳寿の評でも「全ての王者の規範とし、後世へ伝えるだけの価値がある」と称賛されている。
尚書僕射・侍中を経て、尚書令・潁郷侯に昇進した。黄初4年（223年）、司馬懿と共に鮑勛を御史中丞に推挙した。正直な鮑勛は幾度も曹丕と対立。のち黄初7年（226年）には陳羣らの諫言も聞き入れられず、処刑されている。
黄初5年（224年）、曹丕が呉の孫権を討つため広陵郡に侵攻すると、陳羣は中領軍を兼任した。帰還の際は仮節となり、水軍を統率した。許昌に戻った後の黄初6年（225年）、鎮軍大将軍・中護軍・録尚書事に昇進した。
黄初7年（226年）5月16日、曹丕が病に倒れると、曹真・曹休・司馬懿と共に遺詔を受け後事を託された。曹丕が没し、後を継いだ曹叡（明帝）がその柩を見送ろうとすると、曹真や王朗らと共に、暑気を理由に取り止めさせた。
曹叡が即位すると潁陰侯に昇進。500戸の加増を受け領邑1300戸となり、さらに司馬懿らと共に開府を許された。12月には司空に任じられ、引き続き録尚書事の仕事も行なった。曹叡が初めて政務を執る際は、主君に追従し臣下同士で不和を生じさせる者達に用心するよう上奏した。
太和4年（230年）、曹真の蜀漢征伐に反対したが、曹真はそれを取り合わずに敢行。結局長雨に祟られ進軍できず、再び陳羣の進言によって帰還の勅命が出された。太和5年（231年）に名将張郃が戦死すると、これを愛惜する曹叡に同調したが、辛毗からは君主を弱気にさせるべきではないと批判された。
曹叡の公主曹淑が若死すると、曹叡は悲しみ自ら柩を見送ろうとした。陳羣は出費の多さを理由に反対の上奏を行ったが、聞き入れられなかった。青龍年間には曹叡が宮殿の造営工事に熱中したが、陳羣は多くの群臣達と同様に上奏し自省を求めた。これにより計画の幾分かは縮小されたところがあった。
青龍4年12月24日（237年2月7日）に亡くなり、靖侯と諡された。子の陳泰が跡を継いだ。正始4年（243年）7月、魏帝曹芳（斉王）は詔勅を下し、曹操の廟庭に功臣20人を祭った。その中には陳羣も含まれている。
幾度も政治の得失について密奏したが、草稿は全て破棄し、当時の人は誰もその内容を知らなかった。高官にありながら何も仕事をしていないと批判する者もあったとされ、実際に呉質が陳羣をそのように批判し、陳羣は曹叡から叱責を受けた。陳羣没後の正始年間に『名臣奏議』が編纂され、その密奏が明らかになると、人士の感嘆を受けた。

## 一族
祖父の陳寔は太丘県長。父の陳紀は平原国相・侍中・大鴻臚を歴任した。叔父の陳諶は司空掾となったが早く亡くなった。祖父・父・叔父のいずれも名声高かった。陳羣は父や祖父以上に栄達し、子の陳泰も司空を追贈されたが、陳泰伝注の『博物紀』によると、「公（陳羣・陳泰）は卿（陳紀）に劣り、卿は長（陳寔）に劣る」と言われたという。
陳泰が没すると子の陳恂が後を継いだが、陳恂が没すると継嗣がなく、弟の陳温が後を継いだ。陳羣伝注の『陳氏譜』によると陳羣の子孫は衰えたが、陳諶の孫の陳坦が廷尉、その子の陳準が太尉となるなど栄達した。
妻の荀氏は荀彧の娘。陳羣はその弟の荀顗（西晋の太尉）の才能を認めた。

## 人物
当時にあって印相の鑑定法を広めた人物と言われる。陳羣曰く、それは前漢時代から始まったもので、『相印』『相笏経』などの書物から学んだ。陳羣は韋誕にそれを伝授し、他の人物にまで広まった。
曹操の時代、その参謀の郭嘉の不行跡を度々弾劾した。曹操は郭嘉の才能を惜しみその言を用いなかったが、陳羣の誠実さも同様に尊重した。
曹叡の時代、崔林と共に冀州出身の人物について評論した。曹操によって処刑された従兄の崔琰を称えて筆頭とした崔林に対し、陳羣は「身を保つだけの智がなかった」と酷評したことで、崔林から「大丈夫たるもの名君との出会いが大切なのであり、君のような人は尊ぶに値しない」と批判を浴びた。
朝廷内では好悪によって物事を判断すること、道義に外れたことを人に押しつけることはなく、常に名誉と道義を重んじた。『三国志』の編者陳寿は、魏書「桓二陳徐衛盧伝」の評で、「名誉と徳義により行動し、高潔な人柄と高い声望を持っていた」との賞讃を送った。『袁子』の著者袁準はその書中で「仁愛の極致は君主や親の落ち度について、躊躇いながらやむを得ず発言するもの」とし、陳羣のような人物がその長者と称えた。
東晋の袁宏の「三国名臣序賛」（『文選』所収）では魏の9人、蜀の4人、呉の7人が名臣として賞賛されており、その中に陳泰とともに名を挙げられている。